# Бленкур ле Преси
Бленкур ле Преси (фр. Blaincourt-lès-Précy) насеље је и општина у североисточној Француској у региону Пикардија, у департману Оаза која припада префектури Санлис.
По подацима из 2011. године у општини је живело 1.194 становника, а густина насељености је износила 146,86 становника/km². Општина се простире на површини од 8,13 km². Налази се на средњој надморској висини од 100 метара (максималној 150 m, а минималној 46 m).

## Демографија
| 1962. | 1968. | 1975. | 1982. | 1990. | 1999. | 2011. |
| ----- | ----- | ----- | ----- | ----- | ----- | ----- |
| 354   | 438   | 522   | 889   | 1.253 | 1.158 | 1.194 |

График промене броја становника у току последњих година